# Liste der Mitglieder der Deutschen Akademie der Naturforscher Leopoldina/1920
Die Liste der Mitglieder der Deutschen Akademie der Naturforscher Leopoldina für 1920 enthält alle Personen, die im Jahr 1920 zum Mitglied ernannt wurden. Insgesamt gab es 14 neu gewählte Mitglieder.

## Neu gewählte Mitglieder
| Nr.  | Name                                   | Geboren       | Aufnahme | Gestorben     | Fachsektion               | Bild                         |
| ---- | -------------------------------------- | ------------- | -------- | ------------- | ------------------------- | ---------------------------- |
| 3437 | Richard Reinhard Emil Schorr           | 20. Aug. 1867 | 6. Apr.  | 21. Sep. 1951 | Mathematik und Astronomie | Richard Reinhard Emil Schorr |
| 3438 | Bernhard Karl Wanach                   | 30. Mai 1867  | 6. Apr.  | 2. Apr. 1928  | Mathematik und Astronomie |                              |
| 3439 | Paul Friedrich Hermann Wilski          | 26. März 1868 | 6. Apr.  | 13. März 1939 | Mathematik und Astronomie |                              |
| 3440 | Otto August Hartwig von Linstow        | 23. Apr. 1872 | 29. Mai  | 15. Okt. 1929 | Mineralogie und Geologie  |                              |
| 3441 | Carl Albert Curt Alexander Lingelsheim | 27. Sep. 1874 | 3. Jun.  | 5. März 1937  | Botanik                   |                              |
| 3442 | Ludwig Julius Bruno Schröder           | 1867          | 14. Jun. | 1928          | Botanik                   |                              |
| 3443 | Friedrich Leopold Gustav Ernst Naumann | 24. Aug. 1873 | 18. Jun. | 1. Feb. 1968  | Mineralogie und Geologie  |                              |
| 3444 | Otto Oskar Wilhelm Aichel              | 31. Okt. 1871 | 3. Jul.  | 31. Jan. 1935 | Zoologie und Anatomie     |                              |
| 3445 | Georg Edmund Wetzel                    | 29. Dez. 1871 | 6. Jul.  | 13. Sep. 1951 | Zoologie und Anatomie     |                              |
| 3446 | Reinhard Joachim Süring                | 15. Mai 1866  | 15. Jul. | 29. Dez. 1950 | Physik und Meteorologie   | Reinhard Joachim Süring      |
| 3447 | Richard Friedrich Grammel              | 3. März 1889  | 22. Nov. | 26. Juni 1964 | Mathematik und Astronomie |                              |
| 3448 | Heinrich Wilhelm Ewald Jung            | 4. Mai 1876   | 23. Nov. | 12. März 1953 | Mathematik und Astronomie |                              |
| 3449 | Hermann Paul Otto Eggert               | 4. Feb. 1874  | 25. Nov. | 20. Jan. 1944 | Mathematik und Astronomie |                              |
| 3450 | Toivo Ilmari Bonsdorff                 | 15. Feb. 1879 | 16. Dez. | 17. Okt. 1950 | Mathematik und Astronomie | Toivo Ilmari Bonsdorff       |